# Nefrina
La nefrina es una proteína codificada por el gen NPHS1 situado en el brazo largo del cromosoma 19 humano (19q13.1). La nefrina se expresa exclusivamente en las células del riñón conocidas como podocitos y juega una función crucial para una filtración glomerular adecuada. Ciertas mutaciones que afectan al gen de la nefrina dan como resultado una proteína anómala, los pacientes afectados por dicha mutación presentan una enfermedad renal denominada síndrome nefrótico congénito de tipo finlandés, la cual se caracteriza por la eliminación masiva de proteínas a través de la orina desde la infancia (proteinuria), recibe este nombre por presentarse la mayor parte de los casos en la población de Finlandia donde dicha mutación es mucho más frecuente que en resto del mundo.

## Estructura
La nefrina es una glucoproteína transmembrana que pertenece a la familia de las inmunoglobulinas. Consta de ocho módulos similares a los de las inmunoglobulinas y uno de fibronectina tipo III.4.

## Función
La nefrina interactúa con otras proteínas, entre ellas la podocina para estabilizar la estructura microscópica conocida como diafragma de hendidura, presente en el podocito y que bloquea el paso de proteínas de gran tamaño a la orina.